# Allée couverte Four-ès-Feins (Miniac-Morvan)

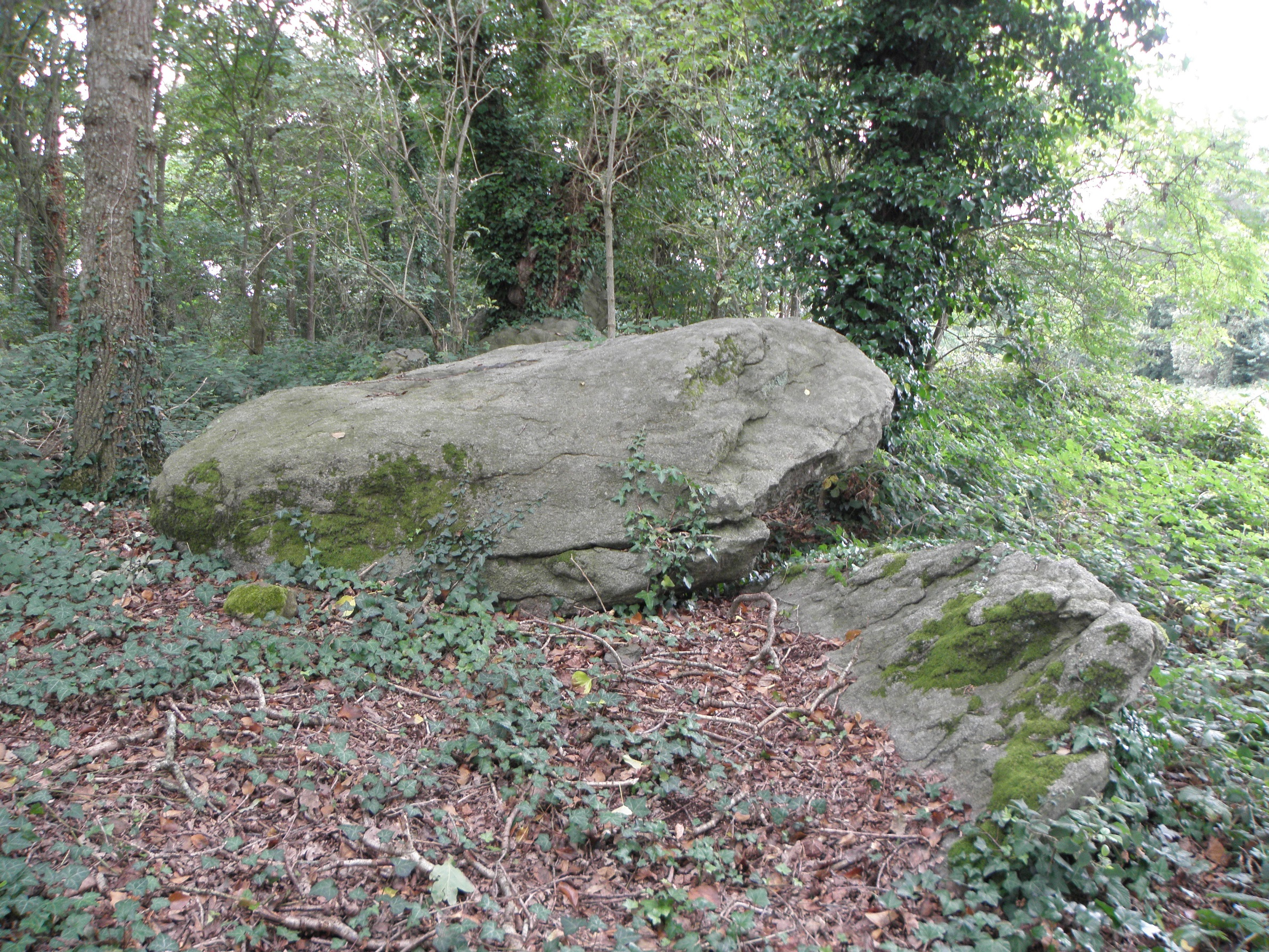
Allée couverte de Four-ès-Feins

Die Allée couverte Four-ès-Feins (deutsch „Herd der Feen“) liegt in der Nähe der Beillac Farm, südwestlich von Miniac-Morvan im Département Ille-et-Vilaine in der Bretagne in Frankreich. 
Das ost-west-orientierte Galeriegrab ist über 10,0 m lang und 1,5 m breit. Es wird von sechs 0,50 bis 0,60 m hohen Tragsteinen auf der Süd- und fünf auf der Nordseite begrenzt. Drei 0,5 bis 0,6 m starke Deckplatten befinden sich noch halbwegs in situ. Alle in der unmittelbaren Nähe verstreuten Blöcke, die einst Konstruktionselemente bildeten, sind aus Granit.
Die Allée couverte ist seit 1965 als Monument historique eingestuft.
In der Nähe liegen die Megalithanlagen im Bois de la Tougeais und die Allée Couverte La Maison des Feins.

## Siehe auch

Allée couverte de Four-ès-Feins
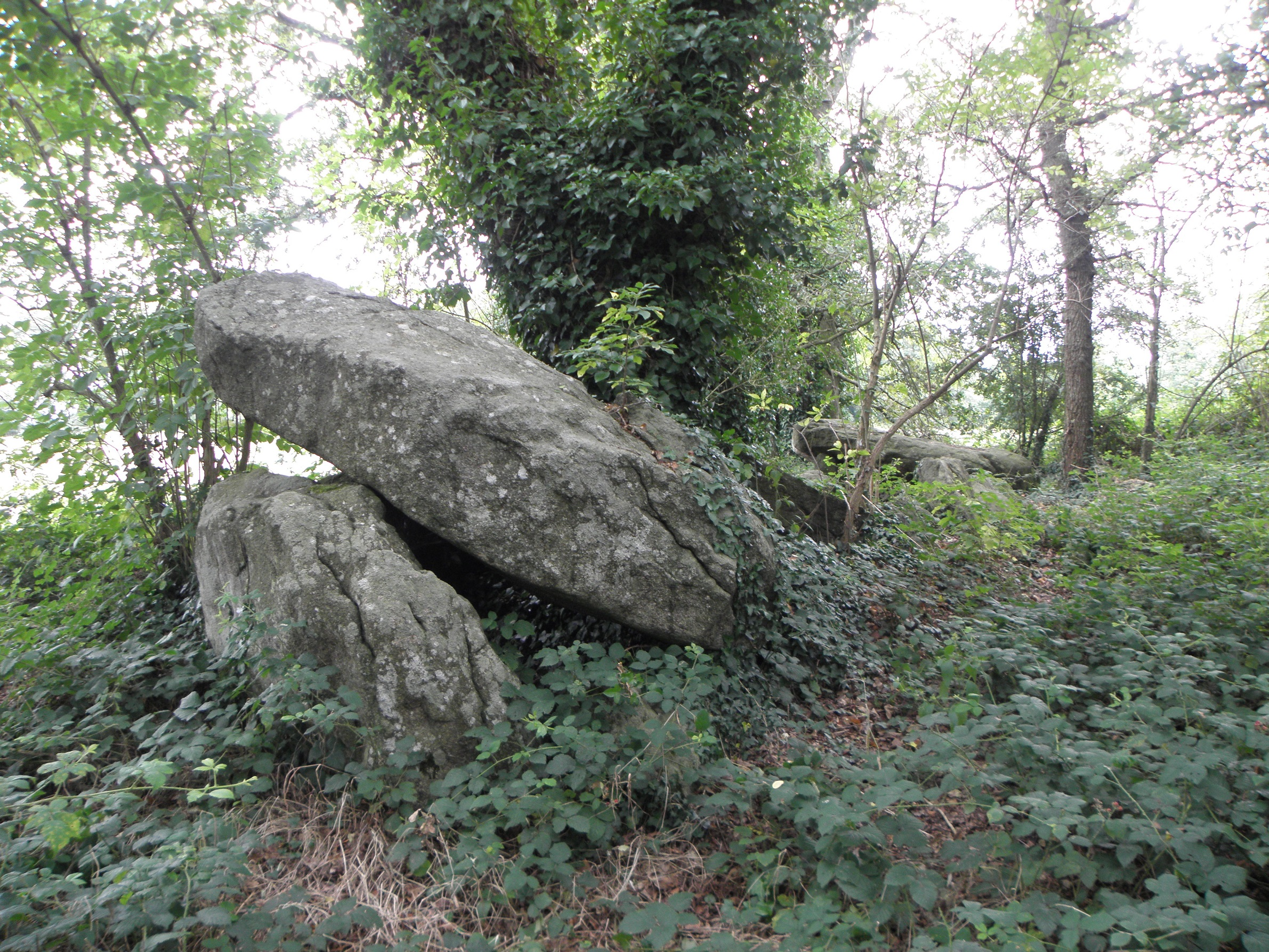
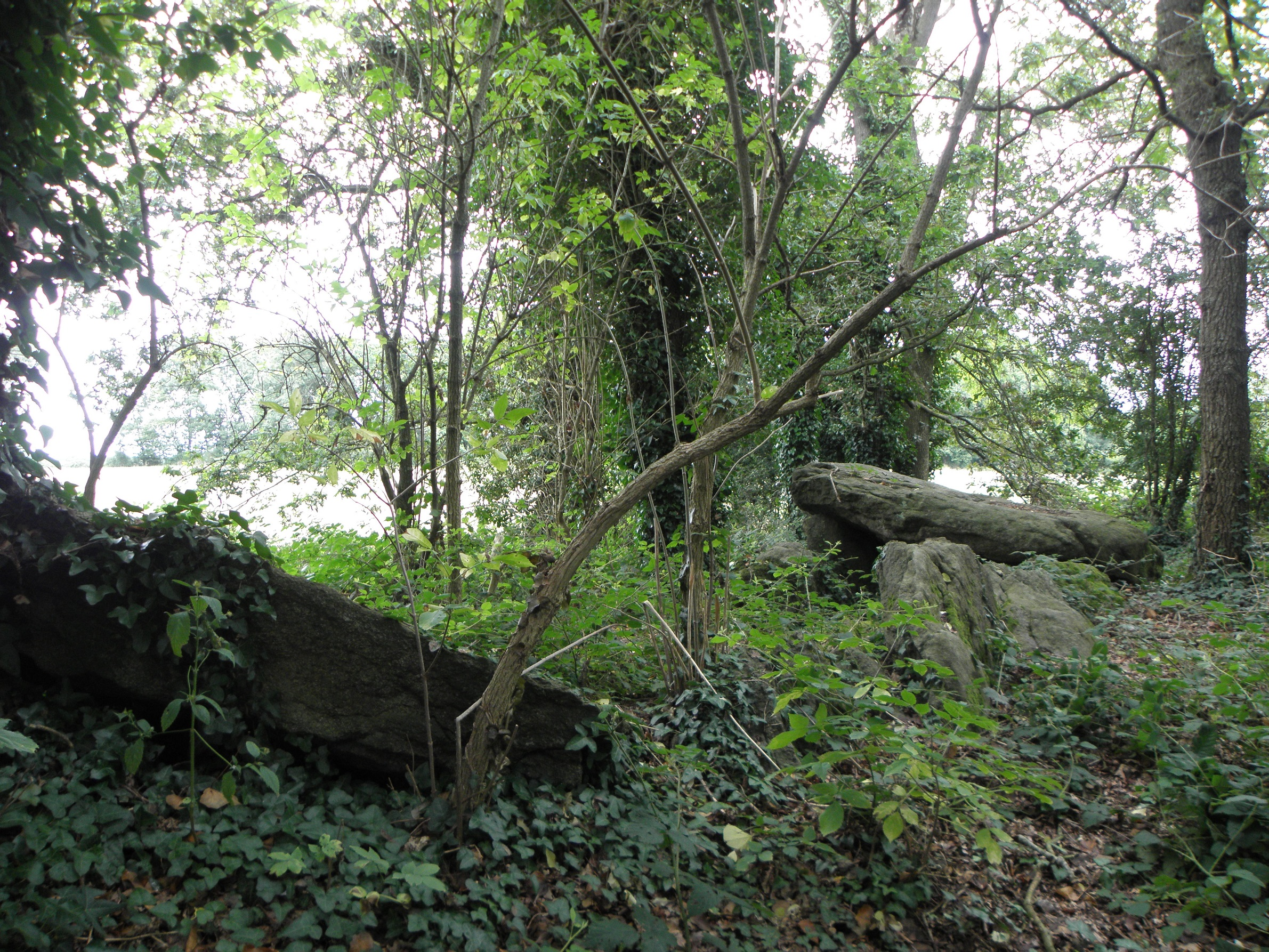
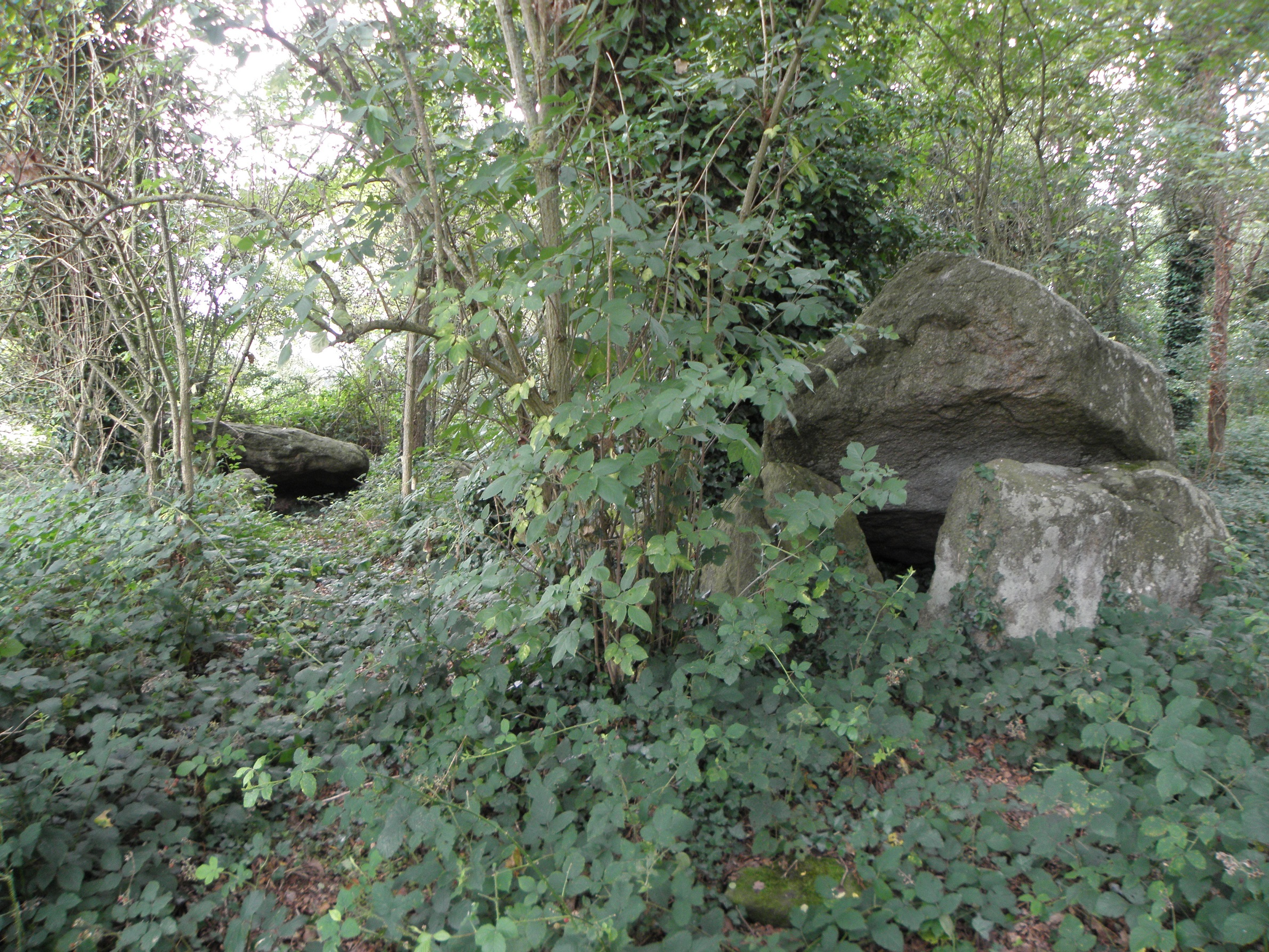
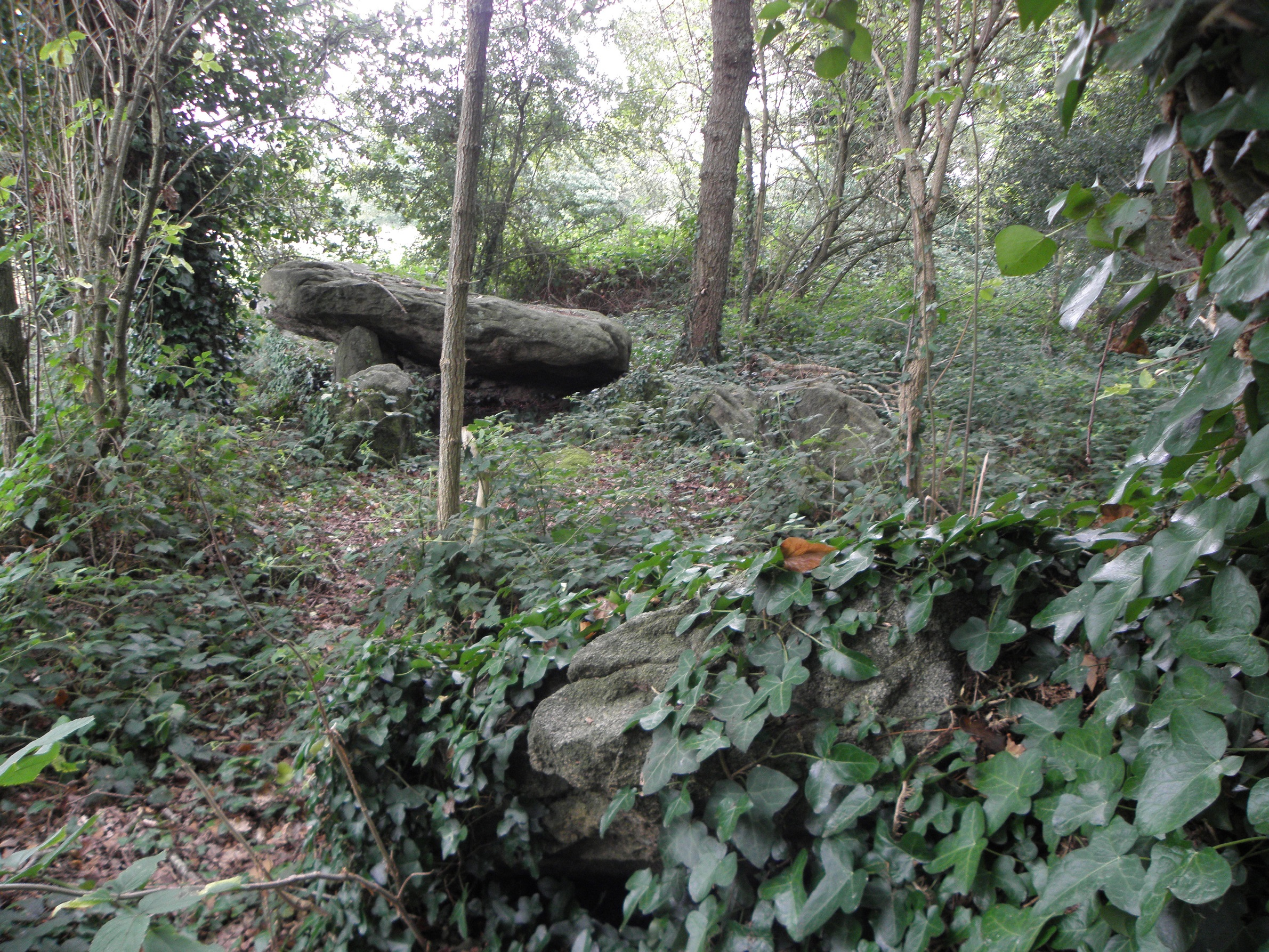